# جلين عليا
جلين عليا (بالفارسية: جلین علیا) هي قرية تقع في غلستان في إيران. يقدر عدد سكانها بـ 7,071 نسمة .